# فيكتوريا هان
فيكتوريا هان هي متزلجة جماعية نمساوية، ولدت في 17 مارس 1993.

## روابط خارجية
- فيكتوريا هان على موقع أوليمبيديا (الإنجليزية)